# Пиратско копие
Пиратски копия са изделия, произведени в нарушение на условията, предписани от производителя или без неговото разрешение.

## На филми
Пиратски копия на филми са копия, направени в нарушение на условията, предписани от производителя и разпространителите на съответните филми. Означава незаконно копирани филми, които нарушават авторското право, т.е. – филмите са „изпиратствани“, а не са платени. Има и по-общо понятие пиратски филми и музика, също и „пиратски софтуер“. Такива съкратени изрази са илюстрация на принципа на езикова икономия.

### Формати
Пиратските копия могат да бъдат аналогови (например на VHS касети) и дигитални.
Когато копието се намира на компютърен хард диск, често в името на файла чрез съкращение се посочва метода, по който е извлечено копието от оригинала. По формата може да се съди за качеството на копието.
- CAM – Копието се снема на прожекцията чрез камера в киносалон. Качеството и звукът варират според уменията на снимащия и самата камера. Това е форматът с най-лошо качество, но обикновено се появява най-първи.
- Telesync (TS) – Прави се по същия начин като CAM и картината зависи от същите условия, но звукът е записан не от микрофона на камерата, а от директен източник като например с кабел от извода за допълнителни слушалки, поставени в някои кина.
- Telecine – Използват се машините, чрез които кинокомпаниите записват филми на легални видеокасети.
- Workprint (WP) – Работни копия, на които често има различни датчици върху картината и сцени, които са „отрязани“ от официалната версия.
- Screener (SCR) – Това са копия разпращани до критиците, различните организации за филмови награди и други. Качеството е като на оригинално копие, но периодично на екрана се изписват различни надписи, съобщаващи че това копие е само промоционално и не е за комерсиално разпространение. Също така има черно-бели сцени. Най-често се изпраща в DVD формат и поради това качеството му е като на нормално DVD копие. Заради честите злоупотреби с копията, получателите се задължават с договор да не ги преотстъпват на трети лица.
- DVD rip – Най-качественият формат след този на оригинален DVD диск. Копието е записано на компютърен хард диск от оригинално DVD и е компресирано с цел намаляване на размера му.
- DVD-R – Директно копие на оригиналния DVD диск. Ако оригиналното DVD е пуснато във формат DVD-9, допълнителния материал може да е премахнат и/или самия филм компресиран до по-ниско качество с цел побиране на по-често срещаните и по-евтини дискове във формат DVD-5.
- HDTV или Digital stream rip – Запис на цифрово телевизионно излъчване. При източник HDTV, качеството може да надминава качеството на DVD. Филми в този формат са рядко срещани, тъй като този източник е използван предимно за телевизионни филми.